# Stoffel van der Merwe
Christoffel „Stoffel“ Johannes van der Merwe (* 19. Februar 1939 in Postmasburg, Kapprovinz) ist ein ehemaliger südafrikanischer Politiker, Diplomat und Politikwissenschaftler. Er war an den Vorbereitungen zur Abschaffung der Apartheid beteiligt.

## Leben
Van der Merwes Eltern waren der Pastor Johannes Lodevicus und Christina Maria Etresia van der Merwe, geborene Pretorius. Er lebte mehrere Jahre in Gobabis im damaligen Südwestafrika und zog mit seiner Familie 1945 nach Petrusberg im südafrikanischen Oranje-Freistaat. 1959 besuchte er die Universität Potchefstroom, dann die Universität Pretoria, wo er 1961 ein Diplom in Rechtswissenschaften erhielt. Von 1962 bis 1970 war er als Diplomat in Italien, Großbritannien und bei den Vereinten Nationen tätig. Ab 1971 arbeitete er als Professor für Politikwissenschaften an der Randse Afrikaanse Universiteit.
Van der Merwe gehörte der regierenden Nasionale Party (NP) an, die für das System der Apartheid stand. 1981 wurde er im Wahlkreis Helderkruin in Roodepoort erstmals in die Nationalversammlung gewählt. Dort zählte er zu den reformwilligsten Politikern der NP. 1986 wurde er stellvertretender Minister für Information, 1987 wurde er vom Präsidenten Pieter Willem Botha außerdem zum stellvertretenden Minister of Constitutional Planning ernannt, um Verhandlungen mit verschiedenen Gruppen, darunter dem verbotenen African National Congress, zu führen. In dieser Eigenschaft und nach der Wahl zum House of Assembly von 1987 agierte van der Merwe als persönlicher Assistent Bothas für die zu leistende Überzeugungsarbeit, die Bereitschaft schwarzer Repräsentanten an Verhandlungen bezüglich einer Verfassungsänderung zu Gunsten einer künftigen politischen Mitwirkung zu wecken. Er gehörte auch dem State Security Council an.
Im März 1988 wurde van der Merwe zum Minister of Information, broadcasting services and the film industry in die Administration des Staatspräsidenten berufen, wo er speziell für die SABC und die Filmindustrie verantwortlich war. In dieser Eigenschaft erklärte er im Juni 1989, dass die allgemeinen Prinzipien eines künftigen Bill of Rights für die Regierung akzeptabel wären und er zeigte Verständnis dafür, dass die „Gemeinschaft der Afrikaner“ ein Wahlrecht bereits vor der Einführung des Grundrechtekatalogs in Anspruch nehmen wollen. Diese Erklärung stand im Zusammenhang mit einer öffentlichen Diskussion über den Report der South African Law Commission zur Reform des damaligen südafrikanischen Rechtssystems.
Im ersten Kabinett Frederik Willem de Klerks wurde er im selben Jahr Minister im Department of National Education and Training, also Minister für das Bildungswesen der Schwarzen. 1990 verübten weiße Rechtsextreme einen Anschlag auf sein Ministerium. Im März 1991 versicherte van der Merwe öffentlich, dass das künftige Schulsystem keine diskriminierenden Merkmale mehr aufweisen werde. Das Parlament verabschiedete im Juli 1991 den Education and Training Act (deutsch: „Bildungs- und Ausbildungsgesetz“), der in Hinsicht auf die Wahl der Unterrichtssprache vorsah, dass hierzu eine Abstimmung des Ministeriums mit den Eltern der an den Schulen jeweils eingeschriebenen Schülern zu erfolgen hatte.  Noch im selben Jahr verließ er das Kabinett und wurde erster Generalsekretär der NP. De Klerk plante mit ihm den Umbau der NP zu einer mehrheitsfähigen, für alle Bevölkerungsgruppen offenen Partei. Am 9. November 1992 trat er aus gesundheitlichen Gründen als Generalsekretär und Abgeordneter zurück und ist seitdem als politischer Analyst tätig.
Stoffel van der Merwe ist verheiratet und hat mit seiner Frau Fransie drei Töchter.